# M-6 (Pakistan)

De M-6 of Sukkur–Hyderabad Motorway (Urdu: ایم ٦ موٹروے) is een autosnelweg in aanleg in Pakistan. De M-6 verbindt Sukkur met Hyderabad over een afstand van 306 kilometer. De aanleg begon op 13 december 2022.
M-1 ·
M-2 ·
M-3 ·
M-4 ·
M-5 ·
M-6 ·
M-7 ·
M-8 ·
M-9 ·
M-10 ·
M-11 ·
M-12 ·
M-13 ·
M-14 ·
M-15 ·
M-16 ·
L-20